# Ярлсхоф
Ярлсхоф (англ. Jarlshof) — наиболее изученный доисторический памятник на Шетландских островах в Шотландии.

## Расположение
Находится в южной части острова Мейнленд в архипелаге Шетландских островов, на мысе Самборо-Хед у берега бухты Уэст-Во-оф-Самборо, в непосредственной близости от аэропорта Самборо.

## История
Считается «одним из важнейших археологических памятников Британии». Содержит руины поселений с XXV в. до н. э. по XVII век н. э. Название «Ярлсхоф» не является историческим — его придумал и использовал в романе «Пират» (1822) сэр Вальтер Скотт по отношению к замку шотландского периода — наиболее позднему и лучше всего сохранившемуся из объектов памятников.

## Археология

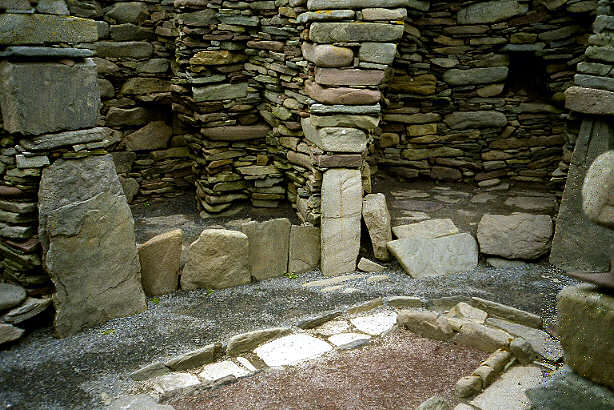
«Колесообразный дом» в Ярлсхофе, вид изнутри. Видны ниши между каменными панелями.

От поселенцев времён бронзового века остались следы небольших домов овальной планировки с толстыми каменными стенами, а также различные артефакты, в том числе костяной предмет с декоративными украшениями. Среди руин железного века — несколько различных типов сооружений, в том числе один брох и защитная стена вокруг поселения. К пиктскому периоду относятся различные произведения искусства, в том числе окрашенная галька и символический камень. Руины эпохи викингов — крупнейшие в Британии, включают длинный дом; в ходе раскопок обнаружены многочисленные орудия, дающие представления о жизни на Шетландских островах в то время.

## Охранный статус
Находится в ведении организации «Historic Scotland», исполнительного органа шотландского правительства. Вместе с расположенным неподалёку памятником Олд-Скатнесс и островом Мауса с его брохом составляет объект, в 2012 году объявленный официальным кандидатом на включение в список всемирного наследия ЮНЕСКО Mousa, Old Scatness and Jarlshof: the Zenith of Iron Age Shetland.

## Галерея

Ярлсхоф
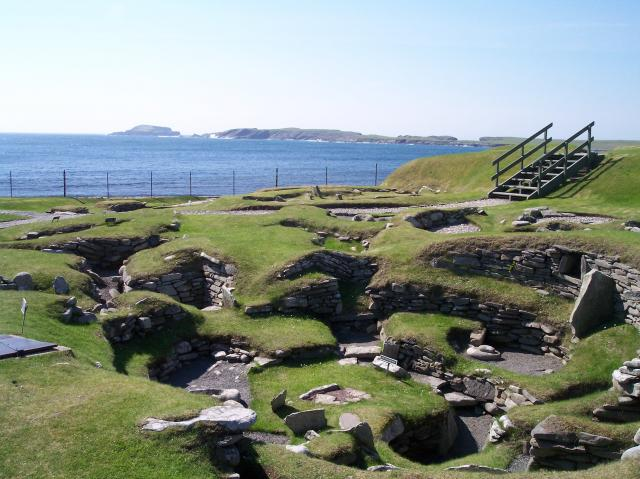
Ярлсхоф
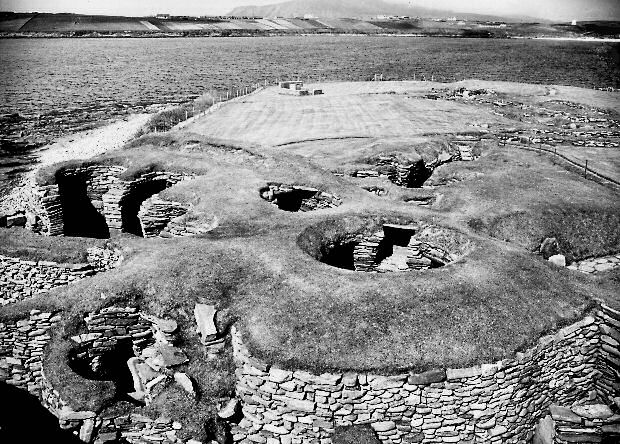
"Колесообразные дома" в Ярлсхофе
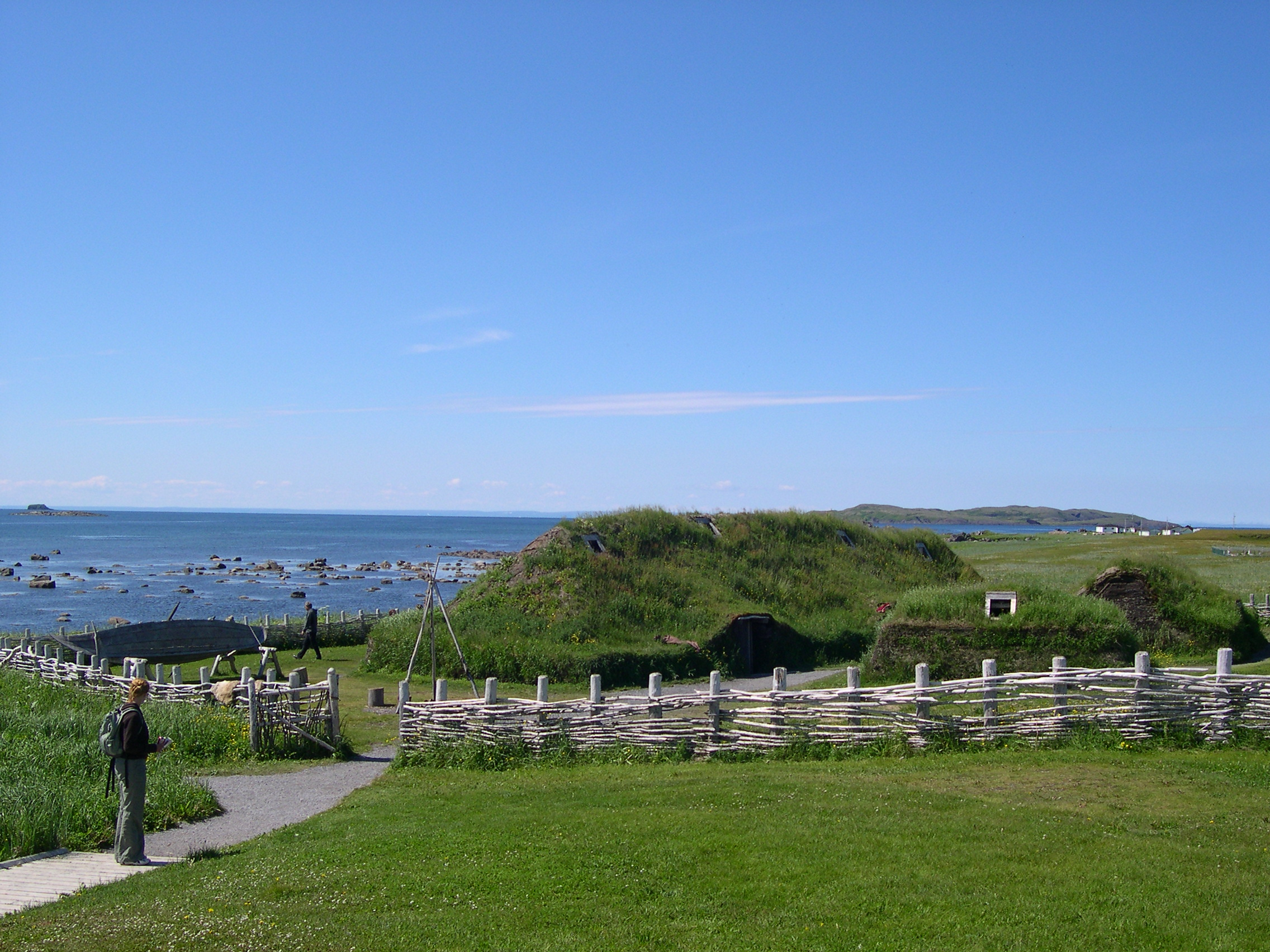
Л’Анс-о-Медоуз, поселение викингов в Канаде, хронологически одномоментное поселению в Ярлсхофе.
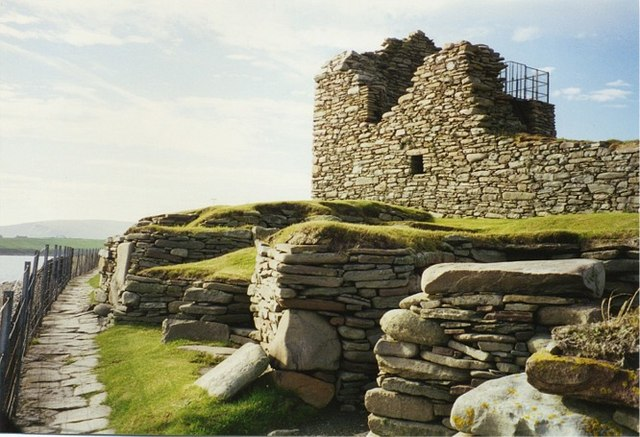
Старый замок Самборо, начало XVII века, Ярлсхоф